# Bodorfi Henrik
Bodorfi Henrik (Pest, 1824. – Nagyvárad, 1875. augusztus 22.) magyar operaénekes (bariton).

## Életpályája
A pesti német színházban hegedült. Énekesi pályáját kórustagként kezdte. 1850–1851 között, valamint 1863–1872 között a Nemzeti Színház tagja volt. Ezt követően vidéki színpadok – Kolozsvár, Debrecen, Nagyvárad – operaénekese volt. Bécsben, Hollandiában, Németországban is fellépett.

## Színházi szerepei
- Erkel Ferenc: Hunyadi László – Gara nádor
- Verdi: A trubadúr – Luna